# Lamourouxia paneroi
Lamourouxia paneroi är en snyltrotsväxtart som beskrevs av Billie Lee Turner. Lamourouxia paneroi ingår i släktet Lamourouxia och familjen snyltrotsväxter. Inga underarter finns listade i Catalogue of Life.